# Гатри (Техас)
Гатри (англ. Guthrie) — город и статистически обособленная местность в США, расположенный в северной части штата Техас, административный центр округа Кинг. По данным переписи за 2010 год число жителей составляло 160 человек, по оценке Бюро переписи США в 2016 году в городе проживало 147 человек.

## История
В 1883 году территорию, где теперь располагается город, приобрела компания Louisville Land and Cattle Company. Новое поселение было названо по фамилии одного из крупнейших держателей акции компании. Гатри выиграл выборы административного центра нового округа, Кинг, у другого места предложенного Louisville Land and Cattle Company, Эшвилла. В 1891 году в городе было открыто почтовое отделение, первая школа была построена в 1892 году.

## География
Гатри находится в центральной части округа, его координаты: 33°37′20″ с. ш. 100°19′40″ з. д..
Согласно данным бюро переписи США, площадь города составляет около 4,6 км2, практически полностью занятых сушей.

### Климат
Согласно классификации климатов Кёппена, в Гатри преобладает семиаридный климат умеренных широт (BSk).
| Показатель                    | Янв.  | Фев. | Март  | Апр. | Май  | Июнь | Июль | Авг. | Сен. | Окт. | Нояб. | Дек.  | Год   |
| ----------------------------- | ----- | ---- | ----- | ---- | ---- | ---- | ---- | ---- | ---- | ---- | ----- | ----- | ----- |
| Абсолютный максимум, °C       | 30    | 33,9 | 39,4  | 38,9 | 45   | 48,3 | 43,9 | 45,6 | 42,8 | 41,7 | 33,3  | 31,7  | 48,3  |
| Средний суточный максимум, °C | 12,6  | 15   | 19,9  | 25,5 | 29,8 | 33,8 | 36,1 | 35,4 | 31   | 25,7 | 18,9  | 13,4  | 24,8  |
| Средняя температура, °C       | 4,4   | 6,7  | 11,2  | 16,6 | 21,5 | 26   | 28,3 | 27,6 | 23,2 | 17,2 | 10,4  | 5,3   | 16,6  |
| Средний суточный минимум, °C  | −3,7  | −1,6 | 2,5   | 7,6  | 13,3 | 18,2 | 20,5 | 19,8 | 15,4 | 8,8  | 2,1   | −2,7  | 8,3   |
| Абсолютный минимум, °C        | −17,8 | −20  | −13,3 | −7,2 | 1,1  | 7,8  | 13,3 | 11,1 | 1,1  | −8,9 | −12,2 | −23,3 | −23,3 |
| Норма осадков, мм             | 24    | 30   | 32    | 48   | 88   | 82   | 54   | 65   | 71   | 58   | 30    | 23    | 604   |
| Источник: weatherbase.com     |       |      |       |      |      |      |      |      |      |      |       |       |       |

## Население
Согласно переписи населения 2010 года в городе проживало 160 человек, было 61 домохозяйство и 48 семей. Расовый состав города: 98,8 % — белые, 0,0 % — афроамериканцы, 0,6 % — коренные жители США, 0,0 % — азиаты, 0,0 % (0 человек) — жители Гавайев или Океании, 0,6 % — другие расы, 0,0 % — две и более расы. Число испаноязычных жителей любых рас составило 8,8 %.
Из 61 домохозяйства, в 39,3 % живут дети младше 18 лет. 72,1 % домохозяйств представляли собой совместно проживающие супружеские пары (34,4 % с детьми младше 18 лет), в 3,3 % домохозяйств женщины проживали без мужей, в 3,3 % домохозяйств мужчины проживали без жён, 21,3 % домохозяйств не являлись семьями. В 21,3 % домохозяйств проживал только один человек, 13,1 % составляли одинокие пожилые люди (старше 65 лет). Средний размер домохозяйства составлял 2,62. Средний размер семьи — 3 человека.
Население города по возрастному диапазону распределилось следующим образом: 21,4 % — жители младше 20 лет, 26,6 % находятся в возрасте от 20 до 39, 34,3 % — от 40 до 64, 17,7 % — 65 лет и старше. Средний возраст составляет 41,3 года.
Согласно данным опросов пяти лет с 2012 по 2016 годы, средний доход домохозяйства в Гатри составляет 57 083 доллара США в год, средний доход семьи — 83 125 долларов. Доход на душу населения в городе составляет 31 931 доллар. Всё население города находится выше черты бедности.

## Инфраструктура и транспорт
Основными автомагистралями, проходящими через Гатри, являются:
- автомагистраль 82 США идёт с востока от Бенджамина на запад к Диккенсу.
- автомагистраль 83 США идёт с севера от города Падьюка на юг к Аспермонту.
- автомагистраль 114 штата Техас, маршрут которой в районе Гатри совпадает US 82.

Ближайшим аэропортом, выполняющим коммерческие рейсы, является международный аэропорт Престона Смита в Лаббоке. Аэропорт находится примерно в 145 километрах к западу от Гатри.

## Образование
Город обслуживается общим школьным округом Гатри.

## Город в популярной культуре
Действие ранних новелл Митча Каллина, обучавшегося в школе Гатри в 1986 году, проходит в техасском городе Клод округа Армстронг. Каллин признавался, что на самом деле описание города в первых двух романах основано на городе Гатри.
В романе Джека Керуака «В дороге» Гатри упоминается как один из проезжаемых населённых пунктов.
В 1975 году ранчо «Четыре шестёрки» (англ. Four Sixes Ranch) в Гатри служило местом съёмок фильма «Макинтош и Ти-Джей» с Роем Роджерсом в главной роли.